# ماستر شيف المغرب
ماسترشيف المغرب برنامج من نوع تلفزيون الواقع خاص بمجال الطبخ والذي يتيح المجال أمام هواة الطهي لدخول عالم الطهي والطهاة العالميين.
انطلقت أولى حلقات النسخة المغربية من المسابقة في 7 أكتوبر 2014 على شاشة القناة الثانية دوزيم. ويشارك في البرنامج 15 متنافسا تأهلوا من خلال عدة جولات، على مدى 12 أسبوعا من الاختبارات. بختام المنافسة، سيتسلم الفائز جائزة «أفضل طباخ هاو» إضافة إلى مبلغ مالي قدره 400 ألف درهم مغربي، وكذلك على تكوين في الطهي داخل مؤسسة مرموقة للطبخ.

## طريقة التسابق
وفي كل سهرة سيتم اختبار المنافسين عن طريق ثلاث تحديات، وهي الصندوق الغامض الذي يخشاه المتنافسون بشكل كبير، فهم مطالبون بامتلاك مخيلة كبيرة لتحضير وجبات غذائية انطلاقا من مكونات مفروضة عليهم.التحدي الثاني هو اختبار الفريق خارج استوديو لقياس مدى تلاحم الفريق. وأخيرا الاختبار تحت الضغط وهو الفرصة الأخير لكل مشارك لإقناع لجنة التحكيم وضمان البقاء ضمن المنافسة.
فريق ماسترشيف المغرب مكون من أربعة حكام من أشهر الطهاة المغاربة وهم:
- الشاف مريم الطاهري: ممثلة الجيل الجديد من رؤساء الطهاة المغاربة، ابتدأت مسارها بدبلوم عال في التجارة الدولية من جامعة ماكجيل لتغير بعد ذلك، توجهها وتعرج على دراسات فن الطهي في أكاديمية لوكوردون بلو بكندا.
- الشاف خديجة بن سديرة: سفيرة المطبخ المغربي في العالم، خريجة مدرسة السياحة والفندقة بمراكش، وأول من نالت دبلوم الدراسات العليا البيداغوجية في الفندقة سنة 1977.
- الشاف موحا الفضل: خريج المدرسة الفندقية بجنيف، وخبير حقيقي في المطبخ المغربي.

## روابط خارجية
- 40 مليون سنتيما للفائز في أكبر مسابقة للطباخين الهواة المغاربة
- الموقع الرسمي لبرنامج ماستر شيف المغرب